# Hoeve Vandesande

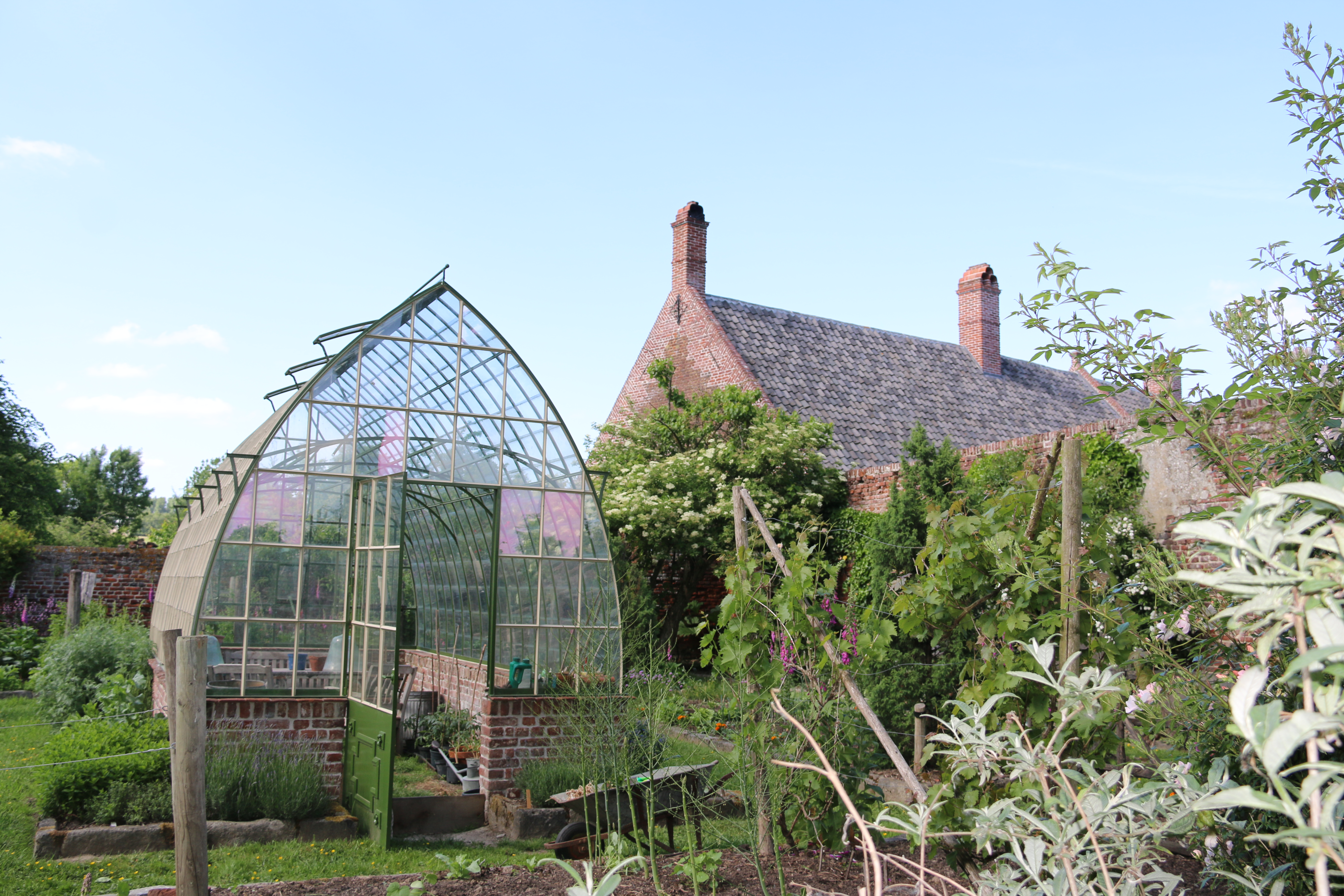

Hoeve Vandesande is een historische hoeve in Everbeek (Brakel). De hoeve is sinds 2011 als monument beschermd. De benaming ‘Hof Vandesande’ is een verwijzing naar de familie die generaties lang (tot eind 19de eeuw) eigenaar was van de hoeve. Hoeve Vandesande is een vierkantshoeve uit de achttiende eeuw. Al op de Ferrariskaarten stond op dezelfde plaats een hoeve aangeduid. De hoeve ligt aan een zijweg parallel aan de Terkleppebeek.

## Afbeeldingen

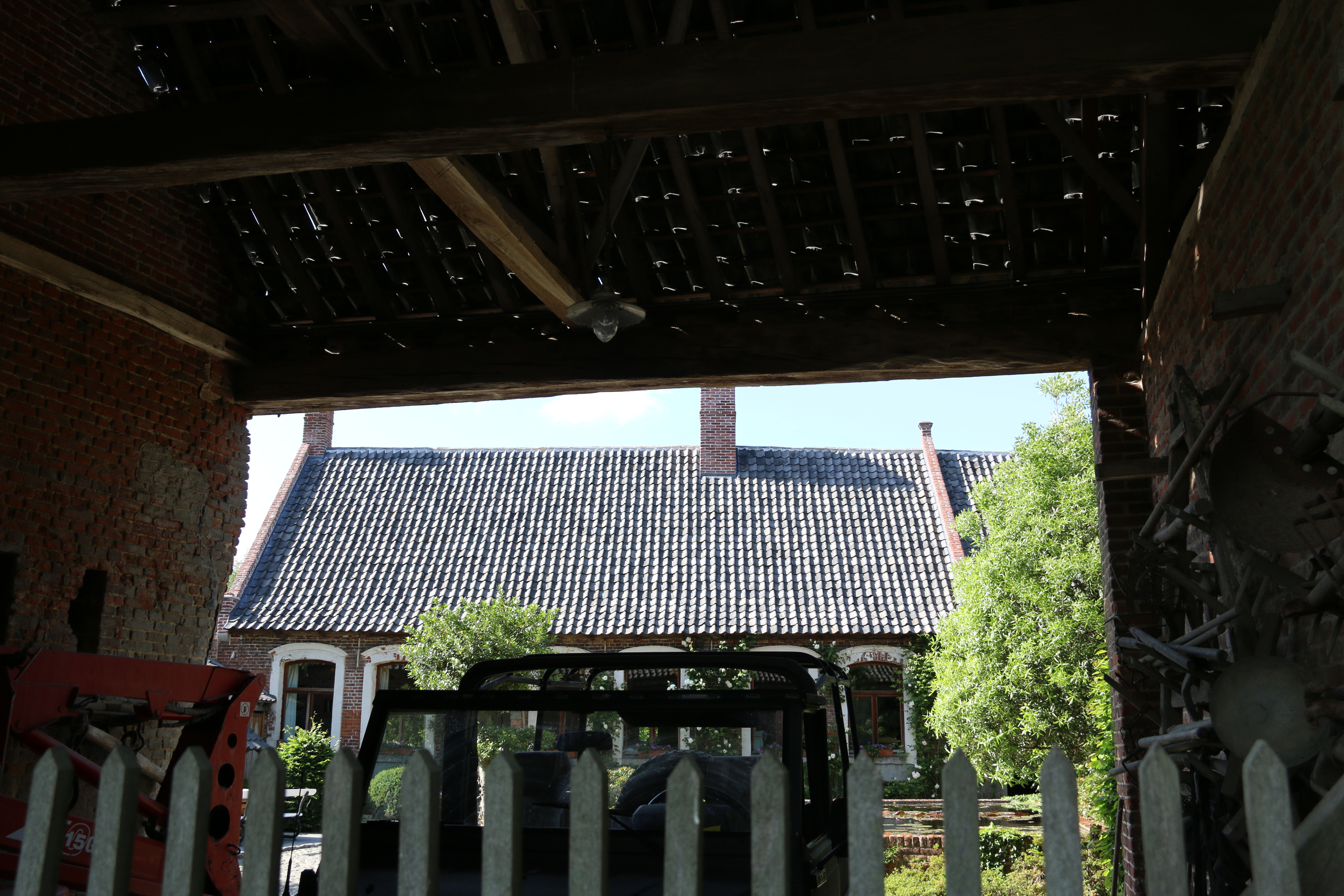
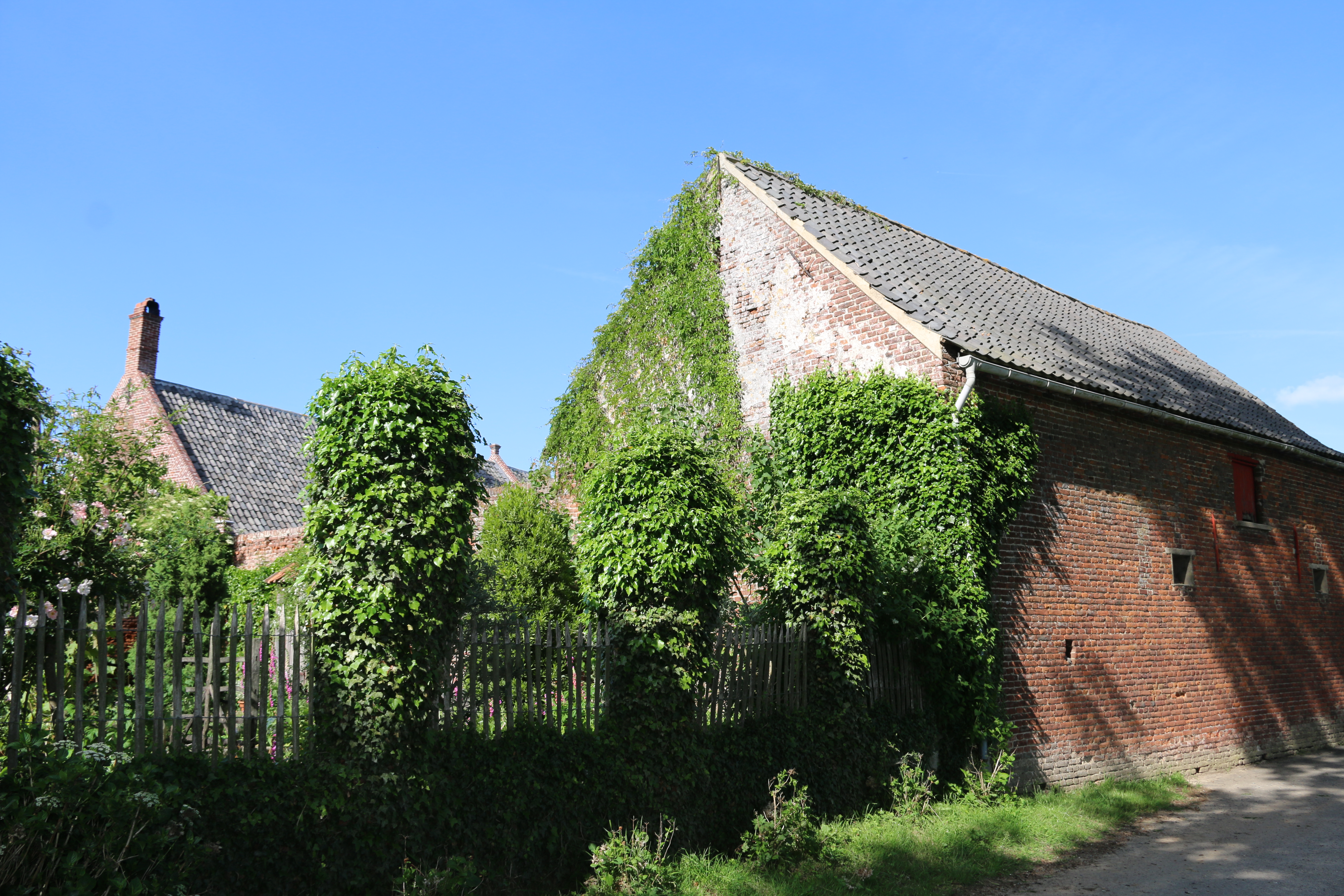
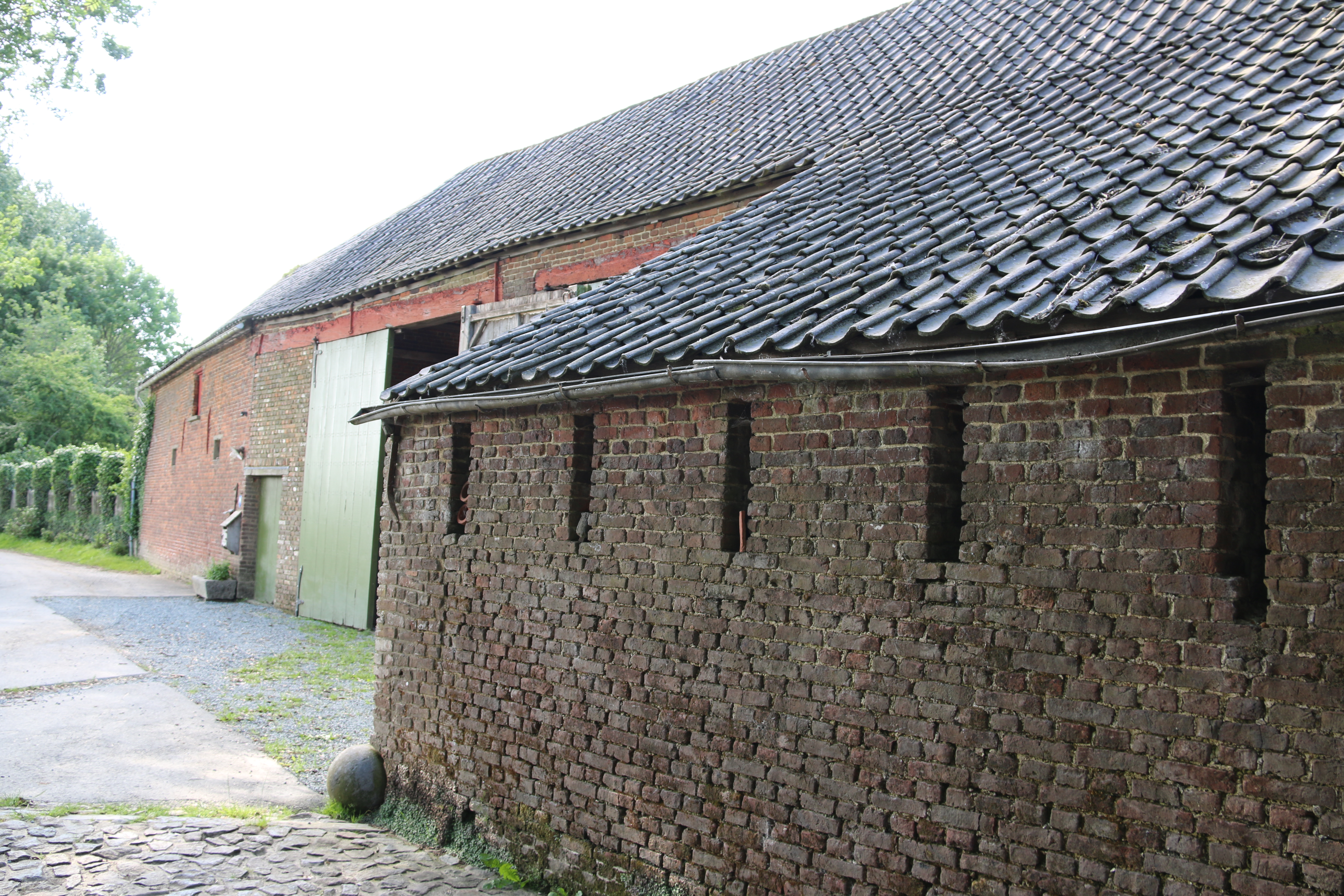